# معاهدة القوى الأربع

الصفحة الأولى من المعاهدة

معاهدة القوى الأربع كانت معاهدة وقعتها الولايات المتحدة وبريطانيا العظمى وفرنسا واليابان في مؤتمر واشنطن البحري في 13 ديسمبر 1921. وكان ذلك جزئيًا بمثابة متابعة لمعاهدة لانسينغ-إيشي، التي وقعت بين الولايات المتحدة واليابان. تتعلق هذه المعاهدة بمعاهدة الحد من التسلح البحري التي حاولت الحفاظ على السلام في المحيط الهادئ. تم توقيعها في واشنطن العاصمة، في 13 ديسمبر 1921.
بموجب معاهدة القوى الأربع، وافقت جميع الأطراف على الحفاظ على الوضع الراهن في المحيط الهادئ من خلال احترام أراضي المحيط الهادئ التابعة للدول الأخرى، والتوقيع على الاتفاقية، وعدم السعي إلى المزيد من التوسع الإقليمي، والتشاور المتبادل مع بعضها البعض في حالة نشوء نزاع حول الممتلكات الإقليمية. ومع ذلك، كانت النتيجة الرئيسية لمعاهدة القوى الأربع هي إنهاء التحالف الأنجلو ياباني لعام 1902.  
واتفقت القوى على احترام تبعيات جزر المحيط الهادئ لكل منها لمدة عشر سنوات. 

## ملحوظات
1. ↑  Dennis, Alfred L. P. (1922). "British Foreign Policy and the Dominions". American Political Science Review (بالإنجليزية). 16 (4): 584–599. DOI:10.2307/1943639. ISSN:0003-0554. JSTOR:1943639. S2CID:147544835.
2. ↑  Búzás، Zoltán I. (2013). "The Color of Threat: Race, Threat Perception, and the Demise of the Anglo-Japanese Alliance (1902–1923)". Security Studies. ج. 22 ع. 4: 573–606. DOI:10.1080/09636412.2013.844514. ISSN:0963-6412. S2CID:144689259.
3. ↑  "20th-century international relations - The postwar guilt question". Encyclopedia Britannica (بالإنجليزية). Retrieved 2021-02-08.

## روابط خارجية
- النص الكامل لمعاهدة القوى الأربع